# Nathalie Lesdema
Nathalie Roselyne Lesdema  (nacida el 17 de enero de 1973 en Fort-de-France, Martinica, Francia) es una exjugadora de baloncesto francesa. Con 1.90 metros de estatura, jugaba en la posición de pívot.